# Shugo
Un shugo (守護) ou « gouverneur militaire de province » est un fonctionnaire shogunal provincial pendant les périodes Kamakura et Muromachi de l'histoire du Japon. Il est chargé du maintien de l'ordre et du contrôle des guerriers dans la province qui lui est attribuée. Il ne possède[Quand ?] que peu d'autorité et, en cas de situation grave, doit en référer au bakufu ou au shogun.
La fonction entraîne l'émergence de celle des daimyos (seigneurs féodaux) à la fin du XVe siècle parce que les shugo commencent à revendiquer un pouvoir sur les terres elles-mêmes, plutôt que de servir simplement comme gouverneurs au nom du shogunat.
Le poste aurait été créé en 1185, par Minamoto no Yoritomo, afin de faciliter la capture de  Yoshitsune, avec la motivation supplémentaire de l'extension de l'emprise du gouvernement de shogunat sur tout le Japon. Les shugo supplantent progressivement les kokushi en place nommés par la cour impériale de Kyoto. Officiellement, les gokenin dans chaque province sont censés servir les shugo, mais dans la pratique, la relation entre eux est fragile car les gokenin sont également vassaux du shogun.
Les shugo restent souvent pendant de longues périodes dans la capitale, loin de leur province, et parfois sont nommés simultanément shugo pour plusieurs provinces en même temps. Dans de tels cas, un député shugo, ou shugodai (守护 代), est nommé.
Au fil du temps, les pouvoirs de certains shugo augmentent considérablement. À l'époque de la guerre d'Ōnin (1467-1477), les conflits entre shugo deviennent communs. Certains d'entre eux perdent leurs pouvoirs aux mains de subordonnés comme les shugodai, tandis que d'autres renforcent leur emprise sur leurs territoires. En conséquence, à la fin du XVe siècle correspondant au début de la période Sengoku, le pouvoir dans le pays est divisé entre seigneurs de différents types (shugo, shugodai et autres ) d'où sont issus les daimyos.

## Célèbresshugoet clans de daimyos de l'époque Muromachi
Voici une liste de quelques-uns des principaux clans qui ont produit shugo et daimyo durant l'époque Muromachi, ainsi que les régions sur lesquelles ils règnent :
- clan Hosokawa, provinces d'Izumi, de Settsu, de Tamba, de Bitchū, d'Awaji, d'Awa, de Sanuki, d'Iyo et de Tosa
- clan Takeda, province de Kai
- clan Ōtomo, province de Bungo
- clan Toki, province de Mino
- clan Rokkaku, province d'Ōmi
- clan Ogasawara, province de Shinano

## Source de la traduction
- (en) Cet article est partiellement ou en totalité issu de l’article de Wikipédia en anglais intitulé « Shugo » (voir la liste des auteurs).